# Halte Oost-Souburg
Stopplaats Oost Souburg is een voormalige stopplaats aan de Staatslijn F. Het station van Oost-Souburg was in gebruik van 27 november 1944 tot 16 september 1946. Het wachtershuisje uit 1871 is in 1954 afgebroken. Op dezelfde plek opende in 1986 het Station Vlissingen Souburg.